# لسعد دریدی
لسعد دریدی (انگلیسی: Lassaad Dridi؛ زادهٔ ۱۹ آوریل ۱۹۷۷) بازیکن سابق و مربی فوتبال اهل تونس است.
از باشگاه‌هایی که در آن بازی کرده‌است می‌توان به باشگاه فوتبال الملعب تونس، باشگاه فوتبال صفاقسی، و باشگاه فوتبال بنزرتی اشاره کرد.